# Exochus prosopius
Exochus prosopius là một loài tò vò trong họ Ichneumonidae.

## Hình ảnh

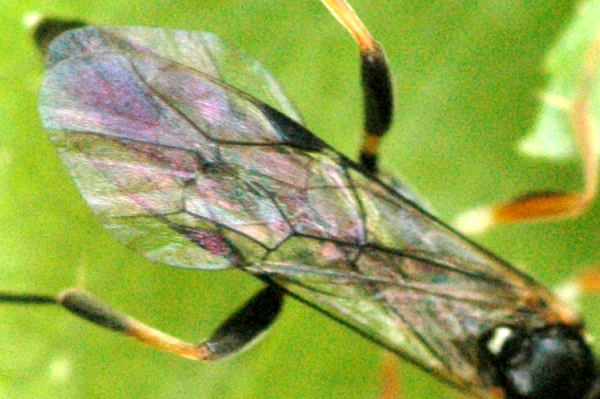